# 커라마이구

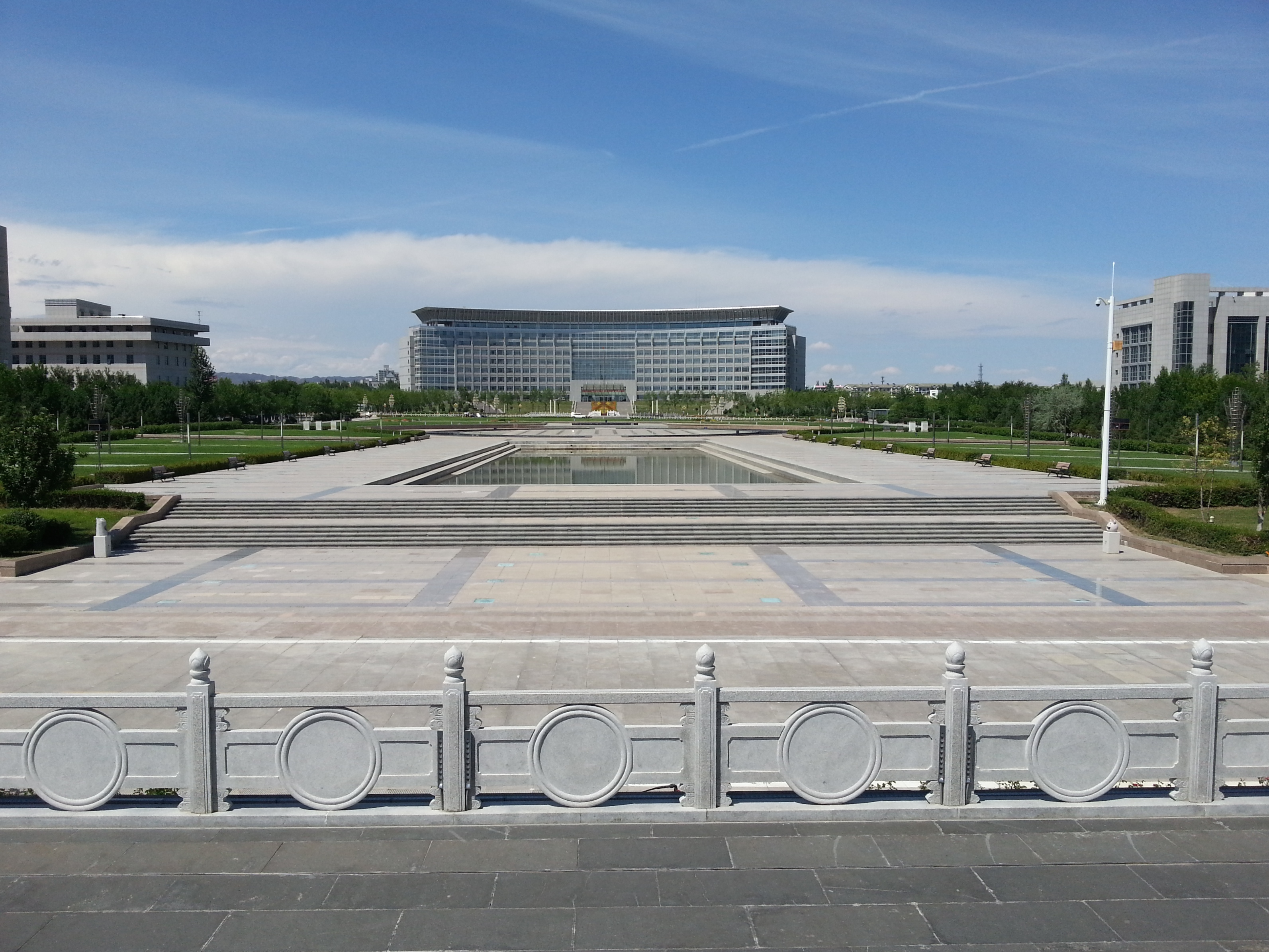

커라마이구(위구르어: قاراماي رايونى 커라마이 구, 중국어: 克拉玛依区, 병음: Kèlāmǎyī Qū)는 중화인민공화국 신장 위구르 자치구 커라마이시의 현급 행정구역이다. 넓이는 3833km2이고, 인구는 2007년 기준으로 160,000명이다.

## 지리
해발고도는 270~500m이다. 연평균 기온은 8.4°C이고 연평균 강수량은 102.6mm이다. 연증발량은 3600mm이다.

## 행정 구역
6개 가도, 1개 향을 관할한다.
- 가도변사소: 天山路街道, 胜利路街道, 昆仑路街道, 银河路街道, 金龙镇街道, 五五新镇街道.
- 향: 小拐乡.